# Pinscher alemán
El pinscher alemán (del alemán pinscher "mordedor") es una raza de perro que pertenece a la familia de los pinscher.

## Apariencia
El pinscher es un perro de talla mediana, de 45 a 50 cm., de porte orgulloso y de fuerte musculatura, con peso de 14 a 20 kg. Tiene una cabeza delgada y de hocico alargado, orejas medianas, ligeramente dobladas en el nacimiento, que cuelgan de la cabeza del perro y que generalmente son cortadas. Cuello de longitud media, ancho y fuerte, tronco de líneas estilizadas y elegantes. Respecto a la cola, al igual que las orejas, también suele ser amputada. El pelaje, que es corto y áspero, se presenta en tonos marrón, pardo o negro, y fuego en el vientre y el pecho.
- machos: 45 a 50 cm
- hembras: 40 a 50 cm
- pero se permite y desea una medida intermedia

Peso: machos 14 a 20 kg y hembras 14 a 20 kg.

## Temperamento
Es un perro extremadamente activo y vivaz, atento y vigilante. Suele desconfiar de los extraños. También sería necesario, dado su carácter muy dominante, enseñarle a respetar normas y quién es el que manda en casa.

## Cuidados
Ya que su pelaje es corto y liso, no requiere mucho cuidado, bastará con un cepillado regular para desprender el pelo muerto. Debido a su vitalidad requiere bastante ejercicio al aire libre, que puede solucionarse dejándolo libre en un terreno abierto para que pueda correr y retozar. También, relacionado con esto último, es un perro adecuado para acompañar a personas que practican ejercicio físico, como puede ser correr o ir en bicicleta.

## Historia y orígenes
Esta raza, emparentada con el Schnauzer y cuyos orígenes se remontan al siglo XV, era al principio un perro utilizado por los granjeros de Alemania para controlar las plagas de roedores; De hecho se cree que es descendiente de cruces entre antiguos perros alemanes y  terriers de color negro utilizados para la caza de roedores. Es además la raza de la que surgieron el Dobermann y el Pinscher Miniatura. 
En Alemania, debido a la gran fama que estaban adquiriendo las exposiciones caninas en el resto de Europa y en América, se estableció un estándar de la raza en el año 1879, año en el que también fue reconocido como raza.

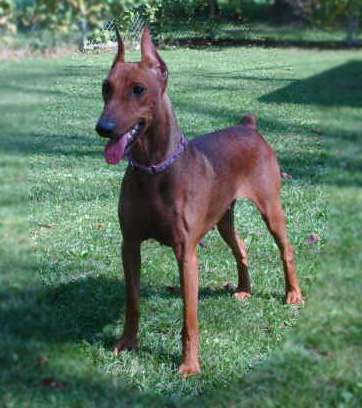

## Utilización
Actualmente, el pinscher se considera más bien un perro de compañía y guarda que un perro cazador o controlador de alimañas.
Como perro de compañía es ideal, ya que su  tamaño le permite vivir perfectamente en un piso de ciudad, aunque, como cualquier otro perro, necesita hacer ejercicio.
En su función como perro guardián, por supuesto, no es tan conocido como su descendiente el Dobermann, pero cumple bien sus funciones. La utilización del pinscher como perro guardián es muy satisfactoria, pues es un perro que defiende muy bien la propiedad sin caer (siempre que esté bien educado) en la territorialidad frente a su amo, manteniéndose fiel a este en todo momento.

## Popularidad
Aunque siempre se ha considerado que el Pinscher es una raza de perro muy atractiva, nunca ha superado la popularidad de sus descendientes: el Pinscher miniatura y el Dobermann. De hecho, según un estudio realizado por el Kennel Club, el Pinscher miniatura es casi 8 veces más numeroso que el Pinscher y el Dóberman unas 138 veces más popular que este.